# جنگل آرگون

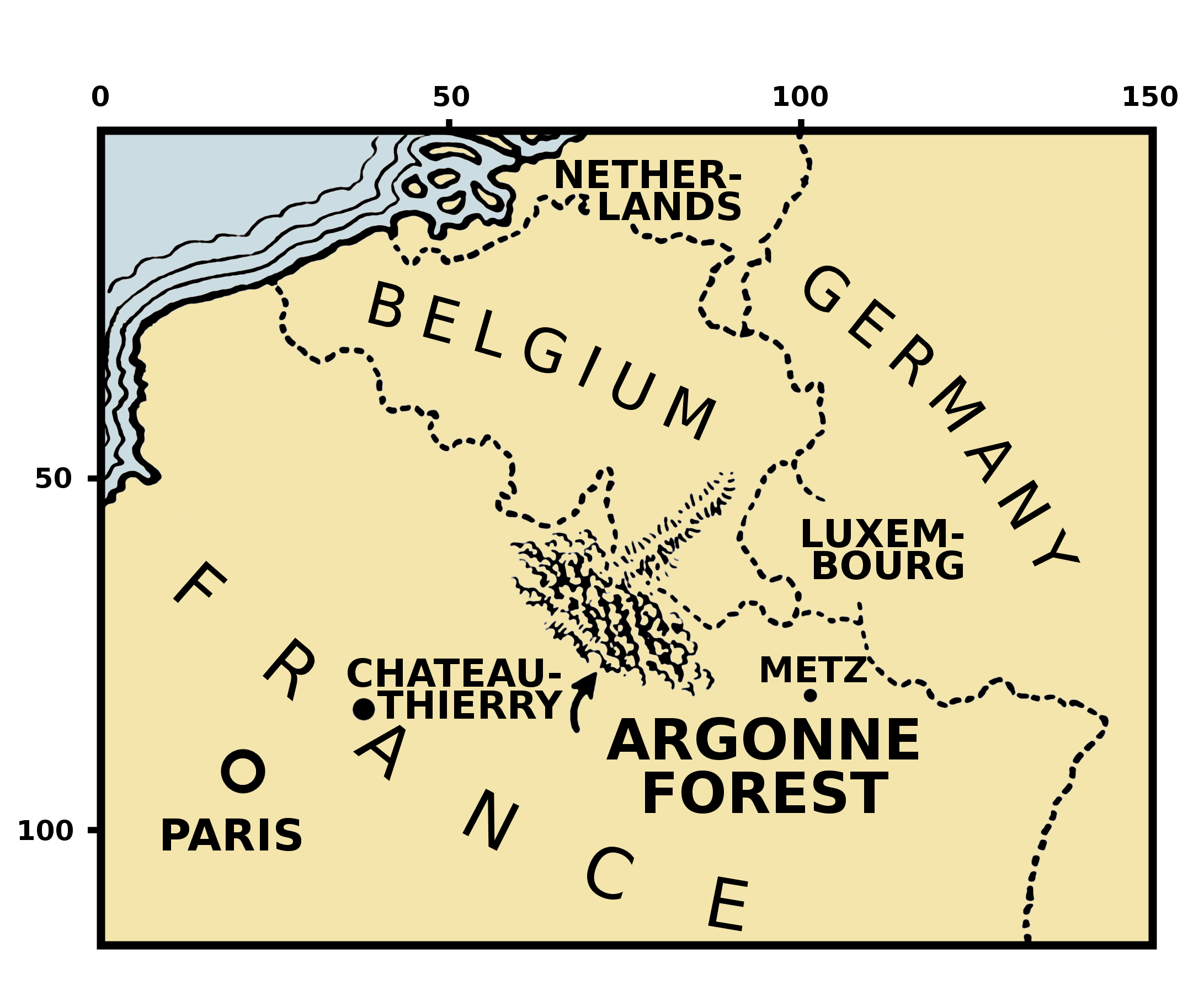
مکان جنگل آرگون در شمال شرقی فرانسه

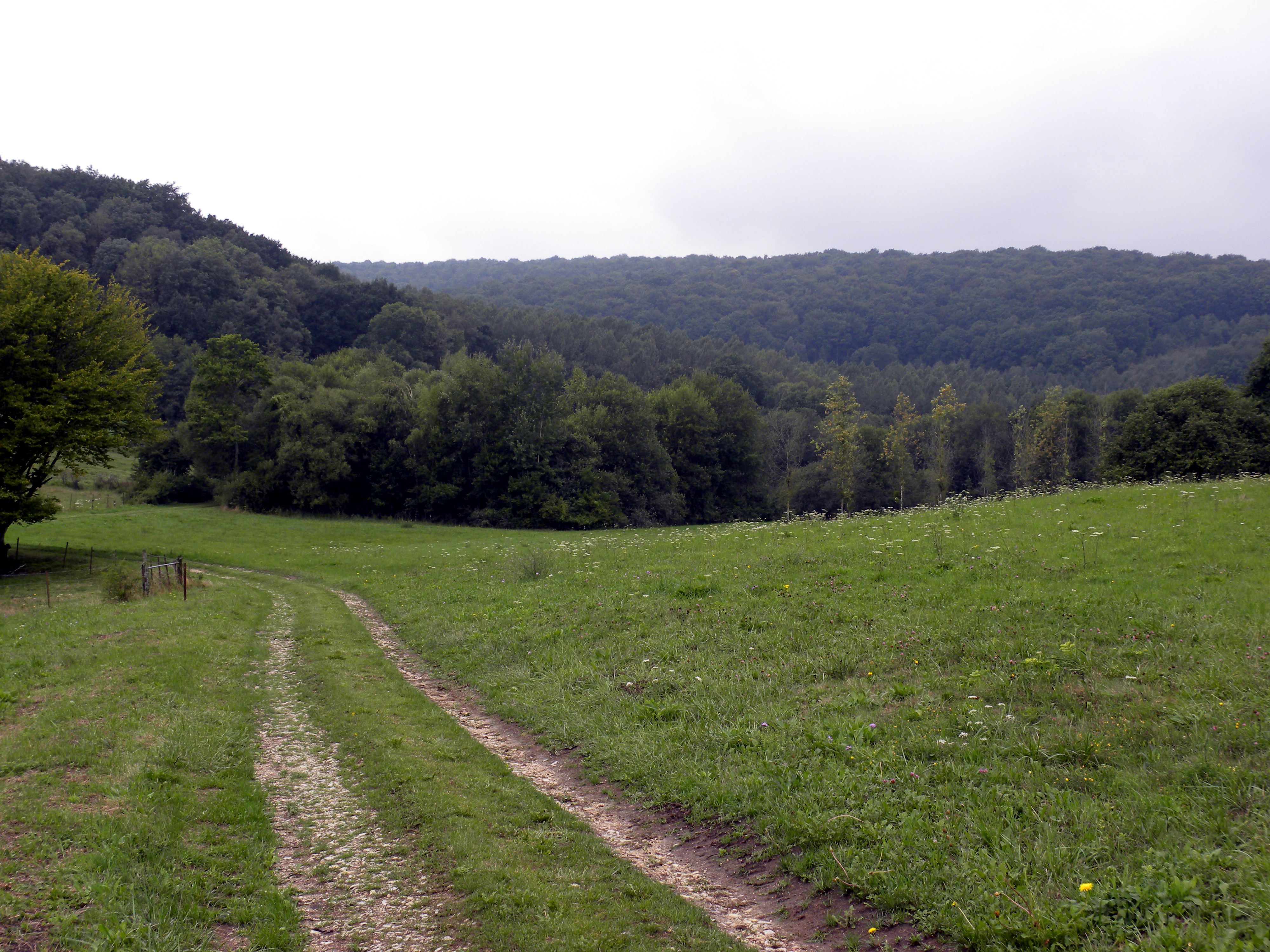
محل نبرد نیروهای آلوین سی یورک و آلمان‌ها در طول جنگ جهانی اول

جنگل آرگون (به فرانسوی: Argonne (région))، یک نوار طولانی از جنگل‌های وحشی در شمال شرقی فرانسه است. در این جنگل نبردهای بسیاری از جمله نبرد والمی، جنگ جهانی اول و تهاجم آرگون اتفاق افتاده است.